# Monument voor de vliegramp op 7 juni 1989
Monument voor de vliegramp op 7 juni 1989 is een beeld geplaatst in Amsterdam-Oost.
Het is een beeld van de Amsterdamse kunstenaar Guillaume Lo-A-Njoe, dat herinnert aan de SLM-ramp op 7 juni 1989 op vliegveld Zanderij, Suriname. Het is geplaatst door het Solidariteitscomité Nabestaanden 7 juni en de Stichting Dravercomité, die donaties uit het gehele land ontvingen.
Het beeld is geplaatst in een open ruimte aan het 's-Gravesandeplein en bestaat uit een plastiek en een zitbank. Het beeld bestaat uit drie staande aluminium elementen, het aluminium verwijst naar hèt exportproduct van Suriname: bauxiet. Het beeld staat voor de bevrijding van lichaam en geest van de slachtoffers. Op één kant van de zwarte marmeren sokkel staat: "Lobiwan wi sa tan memre yu" ("Wij zullen jullie nooit vergeten"). De zitbank is voor overpeinzing ter plaatse. Deze bank leunt aan de linkerkant (als men erop zit) tegen een zwart marmeren zuil, die doet denken aan een grafzerk. 
Ien Dales, toen minister van Binnenlandse Zaken, onthulde het beeld op 7 juni 1991, waarbij ook burgemeester van Amsterdam Ed van Thijn aanwezig was alsmede enige vertegenwoordigers van de Surinaamse regering.
Het beeld werd geplaatst in een periode dat er nog volop gediscussieerd werd over afwikkeling van de gevolgen van de ramp.